# نيكيتا أندرييف (لاعب كرة قدم)
نيكيتا أندرييف (بالروسية: Никита Александрович Андреев)‏ هو لاعب كرة قدم روسي في مركز الوسط، ولد في 2 نوفمبر 1997 في لاخدنبوخايا في روسيا. لعب مع أنجي محج قلعة وزينيت سانت بطرسبرغ.